# Cooperfisa
La Cooperfisa è una ditta storica che produce fisarmoniche, con sede a Vercelli.
Fu fondata nel 1921 con il nome di "Coopé Armoniche", come cooperativa formata da ex operai specializzati di altre botteghe artigiane. La cooperativa si specializzò nella costruzione di fisarmoniche e principalmente nella creazione della timbrica "Musette".
Durante la seconda guerra mondiale la produzione subì un rallentamento, essendo destinata per gran parte all'esportazione.
Negli anni sessanta il settore entrò in crisi, a causa dello scarso utilizzo di fisarmoniche, tanto che molte botteghe chiusero. La Coopé Armoniche tuttavia sopravvisse con tre soci lavoratori.
Nel 1981 furono affiancati agli anziani artigiani alcuni giovani provenienti dalle scuole di avviamento professionale e si ripercorrono i vecchi mercati. L'azienda cambiò nome diventando "Cooperfisa di Aichino e Roviaro Successori Cooperativa Armoniche".
Oggi su ogni strumento che viene prodotto si incide ancora a mano la scritta: "Vercelli - Italia".
Il suono e la qualità delle fisarmoniche "made in Vercelli" vengono apprezzati dai diversi professionisti come Beppe Carnevale, Daniele Carabetta e Massimo Castellina.